# Jasagh
Un jasagh (засаг, or засаг ноён: засаг - Poder, Autoritat) va ser el cap d'un ban o khoshun mongol durant la dinastia Qing i el kasnat Boghda de Mongòlia. El terme es representa com "zhasake" (札薩克) en els documents xinesos contemporanis. La posició era obtinguda per la successió hereditària d'alguns prínceps mongols, la major part dels quals eren descendents de Genguis Kan. Els prínceps que no servien com Jasagh eren dits sula (сул - vacant lliure buida, solt) o hohi taiji (хохь тайж).